# 林哲霆
林哲霆（1999年9月8日—）為臺灣男子籃球運動員，場上位置為後衛，現效力於超級籃球聯賽臺灣銀行。林哲霆畢業於光復國小、復興國中、宜蘭高中、輔仁大學，國三在國中籃球聯賽（JHBL）打出亮眼表現，國中畢業前即收到四間北部籃球學校的招募邀約，但林哲霆決定留在宜蘭打球，此決定曾遭到父親反對。2022年從大學畢業後投入T1聯盟新人選秀會、超級籃球聯賽新人選秀會與P. LEAGUE+新人選秀會但都落選，之後以三年合約加盟超級籃球聯賽臺灣銀行。

## 外部連結
- 林哲霆在Eurobasket.com（球員）（英语）
- 林哲霆在Flashscore（英语）